# Guerra antissubmarino

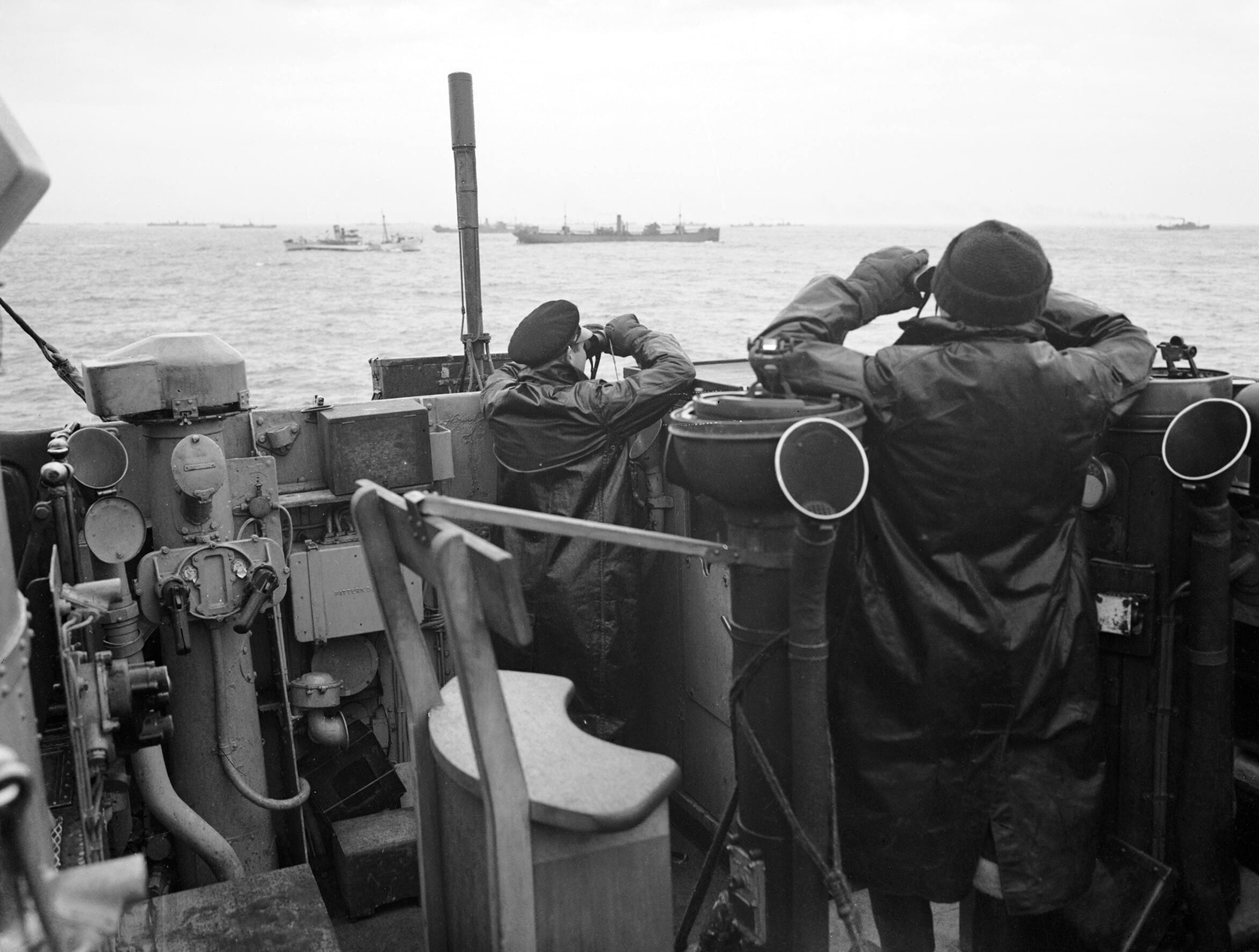
Oficiais da Marinha Real na ponte de um contratorpedeiro em escolta de comboio mantém o olho aberto para submarinos inimigos durante a Batalha do Atlântico, em outubro de 1941

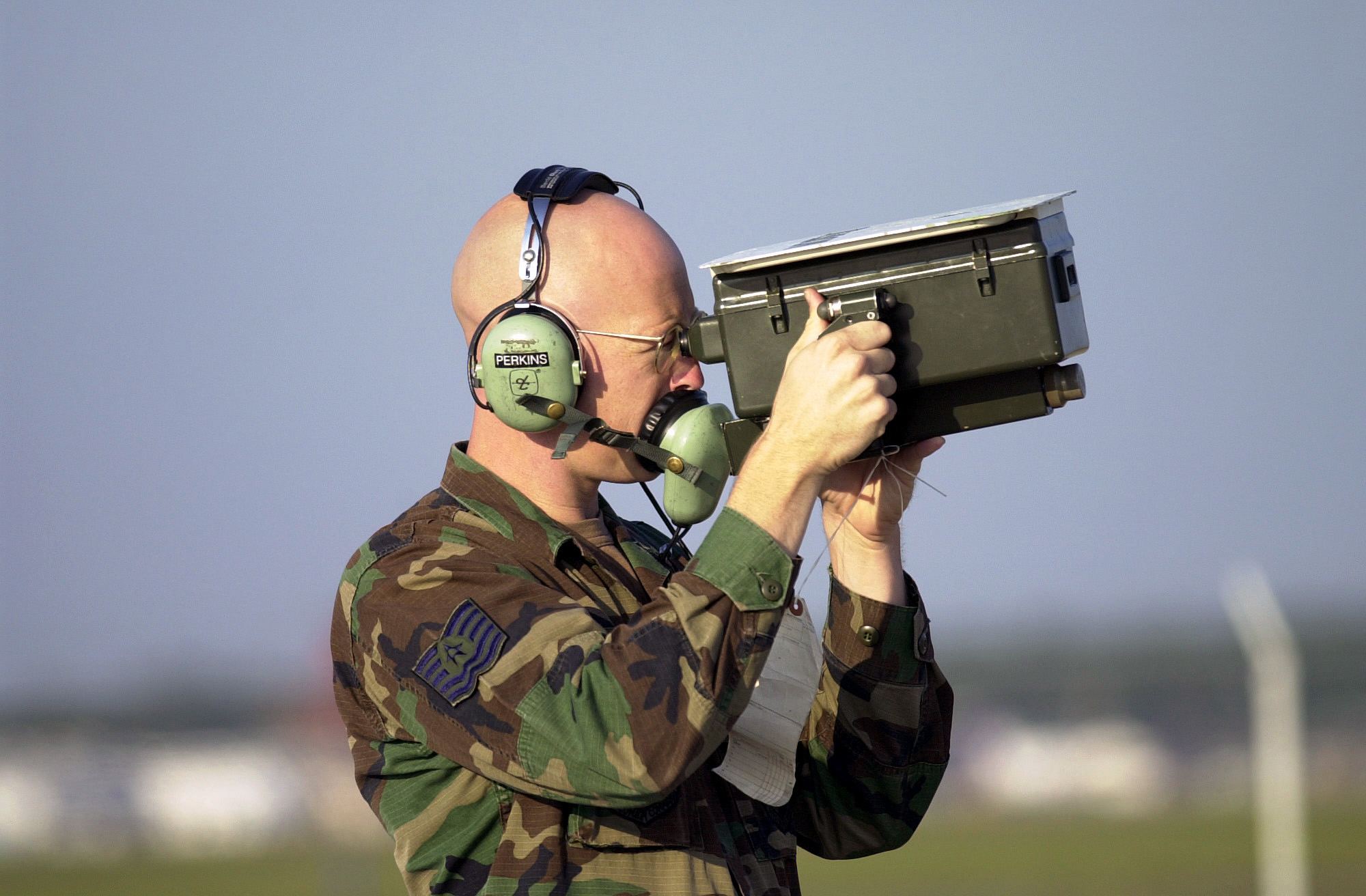
Um conjunto de teste IFF usado por um sargento técnico de aviônicos da Força Aérea dos Estados Unidos para testar transponders em aeronaves

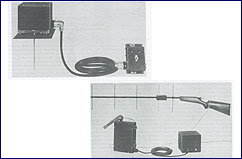
Kit modelo XAE IFF, o primeiro sistema IFF de reconhecimento de rádio nos EUA

Guerra antissubmarino (pré-AO 1990: guerra anti-submarino), guerra antissubmarina (pré-AO 1990: guerra anti-submarina), luta A/S ou ainda ASW (sigla do termo inglês: anti-submarine warfare), é um ramo da guerra naval que faz uso de navios, aeronaves e outros submarinos para encontrar, perseguir e deter, avariar ou destruir submarinos inimigos.

## Operação
As operações ASW bem-sucedidas normalmente envolviam uma combinação de sensores e tecnologias de armas, juntamente com estratégias de implantação eficazes e pessoal suficientemente treinado. Normalmente, equipamentos de sonar sofisticados são usados para primeiro detectar, classificar, localizar e rastrear um submarino alvo. Os sensores são, portanto, um elemento-chave do ASW. Armas comuns para atacar submarinos incluem torpedos e minas navais, que podem ser lançadas de uma variedade de plataformas aéreas, de superfície e subaquáticas. As capacidades ASW são frequentemente consideradas de importância estratégica significativa, particularmente após instâncias provocativas de guerra submarina irrestrita e a introdução de mísseis balísticos lançados por submarinos, o que aumentou muito a letalidade dos submarinos.
No início do século XX, as técnicas de ASW e os próprios submarinos eram primitivos. Durante a Primeira Guerra Mundial, os submarinos implantados pela Alemanha Imperial provaram ser uma ameaça capaz para a navegação, sendo capazes de atingir alvos mesmo no oceano Atlântico Norte. Consequentemente, várias nações embarcaram em pesquisas para desenvolver métodos ASW mais capazes, resultando na introdução de cargas de profundidade práticas e avanços na tecnologia de sonar; a adoção do sistema de comboio também se mostrou uma tática decisiva. Após uma calmaria durante o período entre guerras, a Segunda Guerra Mundial veria a guerra submarina e o ASW avançarem rapidamente, particularmente durante o período crítico da Batalha do Atlântico, durante a qual os submarinos do Eixo tentaram impedir que a Grã-Bretanha efetivamente importasse suprimentos. Técnicas como o Wolfpack obtiveram sucesso inicial, mas tornaram-se cada vez mais caras à medida que aeronaves ASW mais capazes foram introduzidas. Tecnologias como o detector de radar Naxos ganharam apenas um alívio temporário até que o aparelho de detecção avançasse novamente. Os esforços de inteligência, como o Ultra, também desempenharam um papel importante na redução da ameaça submarina e na orientação dos esforços do ASW para um maior sucesso.
Durante o pós-guerra, o ASW continuou a avançar, pois a chegada de submarinos nucleares tornou algumas técnicas tradicionais menos eficazes. As superpotências da época construíram consideráveis frotas submarinas, muitas das quais armadas com armas nucleares; em resposta à crescente ameaça representada por tais embarcações, várias nações optaram por expandir suas capacidades de ASW. Helicópteros, capazes de operar a partir de quase qualquer navio de guerra e equipados com aparelhos ASW, tornaram-se comuns durante a década de 1960. Aeronaves de patrulha marítima de asa fixa cada vez mais capazes também foram amplamente utilizadas, capazes de cobrir vastas áreas do oceano. O Detector de Anomalia Magnética (MAD),farejadores de escape a diesel, sonobóias e outras tecnologias de guerra eletrônica também se tornaram um elemento básico dos esforços da ASW. Submarinos de ataque dedicados, construídos especificamente para rastrear e destruir outros submarinos, também se tornaram um componente chave. Mísseis portadores de torpedos, como ASROC e Ikara, foram outra área de avanço.

## Guerra moderna
O submarino militar ainda é uma ameaça, então o ASW continua sendo uma chave para obter o controle do mar. Neutralizar o SSBN tem sido um fator chave e isso ainda permanece. No entanto, os submarinos não nucleares tornaram-se cada vez mais importantes. Embora o submarino diesel-elétrico continue a dominar em número, várias tecnologias alternativas agora existem para aumentar a resistência de pequenos submarinos. Anteriormente, a ênfase estava principalmente na operação em águas profundas, mas agora mudou para a operação litorânea, onde o ASW é geralmente mais difícil.

### Tecnologias de guerra anti-submarino
Há um grande número de tecnologias usadas na guerra antissubmarina moderna:
Sensores
- A acústica, particularmente em sonares ativos e passivos, sonobóias e hidrofones fixos, auxilia na detecção de ruído irradiado. O sonar pode ser montado no casco ou em uma matriz rebocada.
- Pirotecnia no uso de marcadores, sinalizadores e dispositivos explosivos
- Holofotes
- Radar, para peças de superfície
- Localização de direção de rádio de alta frequência (HF/DF ou huff duff) para determinar os rumos dos U-boats.
- Detecção de onda de pressão hidrodinâmica (despertar)
  - Submarinos submersos podem produzir um padrão de esteira Kelvin, dependendo de sua velocidade e profundidade. Kelvins são difíceis de detectar para submarinos abaixo da profundidade de 100 m, no entanto, submarinos abaixo de 100 m ainda podem gerar "esteiras internas" que podem ser detectadas a partir da superfície.
- Detecção a laser e alcance de vasos à superfície; aerotransportado e por satélite
- Contramedidas eletrônicas e contramedidas acústicas, como geradores de ruído e bolhas
- Contramedidas acústicas passivas, como ocultação e design de materiais de absorção de som para revestir superfícies subaquáticas refletivas
- Detecção de anomalia magnética (MAD)
- Detecção infravermelha ativa e (mais comumente) passiva de peças à superfície e anomalias da água.

Nos tempos modernos, os detectores infravermelhos de visão frontal (FLIR) têm sido usados para rastrear as grandes nuvens de calor que os rápidos submarinos movidos a energia nuclear deixam enquanto sobem à superfície. Os dispositivos FLIR também são usados para ver periscópios ou snorkels à noite sempre que um submarinista pode ser imprudente o suficiente para sondar a superfície.

### Armas
- bomba nuclear B57
- Minas Navais
- Torpedos (acústicos, wake homing, guiados por fio)
- Cargas de profundidade
- Foguetes
- Carga de profundidade nuclear Mk 101 Lulu
- Mísseis anti-submarinos
- rede anti-submarina
- bomba de profundidade nuclear
- Abalroamento
- WE.177

### Plataformas
Satélites têm sido usados para obter imagens da superfície do mar usando técnicas ópticas e de radar. Aeronaves de asa fixa, como o P-3 Orion e o Tu-142, fornecem uma plataforma de sensores e armas semelhante a alguns helicópteros como o Sikorsky SH-60 Seahawk, com sonobóias e/ou sonares de mergulho, bem como torpedos aéreos. Em outros casos, o helicóptero foi usado apenas para detecção e torpedos lançados por foguetes usados como arma. Os navios de superfície continuam a ser uma importante plataforma ASW devido à sua resistência, tendo agora sonares rebocados. Os submarinos são a principal plataforma ASW devido à sua capacidade de alterar a profundidade e silêncio, o que ajuda na detecção.

## Identificando submarinos amigáveis versus hostis
Na Primeira Guerra Mundial, 8 submarinos foram afundados por fogo amigo e na Segunda Guerra Mundial quase 20 foram afundados desta forma. Ainda assim, a identificação de amigo ou inimigo (IFF) não foi considerada uma grande preocupação antes da década de 1990 pelos militares dos EUA, já que muitos outros países não possuem submarinos.
Os métodos IFF que são análogos aos IFF de aeronaves foram considerados inviáveis para submarinos porque tornariam os submarinos mais fáceis de detectar. Assim, ter submarinos amigos transmitindo um sinal, ou de alguma forma aumentar a assinatura do submarino (baseado em acústica, flutuações magnéticas etc.), não é considerado viável. Em vez disso, o IFF submarino é feito com base na definição cuidadosa das áreas de operação. Cada submarino amigo recebe uma área de patrulha, onde a presença de qualquer outro submarino é considerada hostil e aberta ao ataque. Além disso, dentro dessas áreas designadas, navios e aeronaves de superfície se abstêm de qualquer guerra antissubmarina (ASW); somente o submarino residente pode alvejar outros submarinos em sua própria área. Navios e aeronaves ainda podem se envolver em ASW em áreas que não foram designadas a nenhum submarino amigo. As marinhas também usam banco de dados de assinaturas acústicas para tentar identificar o submarino, mas os dados acústicos podem ser ambíguos e vários países utilizam classes semelhantes de submarinos.